# Felix Burkhardt
Felix Burkhardt (* 9. Februar 1888 in Herwigsdorf; † 28. April 1973 in Leipzig) war ein deutscher Statistiker. Er ist ein Pionier der Wirtschaftsmathematik. Zu den Schülern gehört Peter Stahlknecht.

## Leben
Martin Hermann Georg Felix Burkhardt wurde als Sohn des Gutsbesitzers Felix Burkhardt geboren. Er besuchte von 1902 bis 1908 das
Lehrerseminar zu Löbau und bestand 1909 das Abitur am Realgymnasium in Zittau. Dann studierte er von 1909 bis 1914 Naturwissenschaften, Mathematik und Wirtschaftswissenschaften in Jena und Leipzig. Ab 1915 bis 1919 diente er im Ersten Weltkrieg, großenteils in einer Leipziger Munitionsfabrik. 1916 erfolgte die Promotion zum Dr. phil. in Mathematik an der Universität Leipzig Über die gruppentheoretische definierende Relation TS=SkTI (bei Otto Hölder), 1922 die Promotion zum Dr. rer. pol. in Statistik an der Universität Frankfurt am Main über Vor- und nachgeburtliche Sterblichkeit. Kurzzeitig arbeitete er 1919 als Lehrer. 1922 erfolgte die Habilitation für Mathematik und Statistik an der Technischen Hochschule Dresden, 1926 die Umhabilitation für Statistik und Versicherungswesen an die Universität Leipzig.
1922–1926 war Burkhardt Privatdozent für Statistik und Mathematik an der Technischen Hochschule Dresden, 1926–1930 für Statistik und Versicherungswesen an der Universität Leipzig, dort 1930–1938 nplao. Professor für Statistik und Versicherungswesen und 1938–1944 ordentlicher Prof. für Versicherungsmathematik und 1944–1945 ordentlicher Prof. für Statistik. Zum 1. Mai 1933 trat er der NSDAP bei (Mitgliedsnummer 2.982.289) und war auch Mitglied des NSRB, der NS-Dozentenschaft und des NS-Altherrenbundes. 1933 hatte er am Bekenntnis der Professoren an den deutschen Universitäten und Hochschulen zu Adolf Hitler teilgenommen.
1950 bis 1952 lehrte er wieder als Professor mit Lehrstuhl für Versicherungsmathematik, Wirtschaftsmathematik und Mathematischer Statistik an der Mathematisch-Naturwissenschaftlichen Abteilung der Universität Leipzig, 1952 bis 1957 als Professor mit Lehrstuhl für Statistik an der Wirtschaftswissenschaftlichen Fakultät der Universität Leipzig.
1925–1938 war Burkhardt Regierungsrat und Abteilungsleiter des Sächsischen Statistischen Landesamtes. Von 1945 bis 1949 war er für die Stadt Leipzig, der Landesregierung Sachsen, die Deutsche Wirtschaftskommission, der Regierung der DDR, das Statistische Zentralamt und die Sowjetische Kontrollkommission tätig. Ende 1945 war er als Professor entlassen worden, seinen Antrag auf Wiedereinsetzung lehnte eine Kommission unter Erich Zeigner noch 1947 ab. 1955 erhielt er einen Lehrauftrag für Statistik an der Humboldt-Universität Berlin.
1958 wurde er mit dem Vaterländischen Verdienstorden in Silber ausgezeichnet. 1961 wurde er Ehrendoktor der Universität Leipzig.

## Mitgliedschaften
- NSDAP seit 1933
- Christlich-Demokratische Union Deutschlands (DDR) seit 1946
- Nationalsozialistischer Rechtswahrerbund 1934–1937
- Nationalsozialistische Volkswohlfahrt 1935–1945
- Nationalsozialistischer Deutscher Dozentenbund 1938–1945
- Nationalsozialistischer Altherrenbund 1939–1945

## Schriften
- Die Entwicklung des Wendentums im Spiegel der Statistik (=Die Lausitzer Wenden, H. 6), Berlin 1932 (Digitalisat, PDF-Datei, 8 MB).
- Mathematische Erfordernisse zur Gefolgschaftsversorgung, Leipzig 1942
- Mithrsg.: Mathematik und Wirtschaft, 8 Bde., (Ost-)Berlin 1963–1972